# Епизоди
„Епизоди“ (на английски: Episodes) е британско-американски ситком по идея на Дейвид Крейн и Джефри Кларик. Премиерата на сериала по Showtime в Съединените щати на 9 януари 2011 г. и по BBC Two във Великобритания на 10 януари 2011 г. Последният епизод е излъчен на 8 октомври 2017 г. В сериала участва Мат Ле Бланк, който играе измислена версия на себе си. Това е първата му главна роля в сериала след „Джоуи“ по Ен Би Си.
Сериалът получава положителни отзиви от критиците, които наблягат над актьорската игра на звездите Стивън Манган, Тамсин Грейг и Мат Ле Бланк.  За ролята си в сериала Мат Ле Бланк печели наградата „Златен глобус“ за най-добра мъжка роля в телевизионен сериал – мюзикъл или комедия. Той също е номиниран четири пъти за награда „Еми“.

## Актьорски състав
- Мат Ле Бланк – Себе си
- Стивън Манган – Шон Линкълн
- Тамзин Грег – Бевърли Линкълн
- Джон Панкоу – Мърк Лапидъс
- Катлийн Роуз Пъркинс – Каръл Ренс
- Мърсеа Монро – Морнинг Рандолф

## В България
В България сериалът започва излъчване на 1 февруари 2024 г. по Би Ти Ви Комеди с разписание всяка делнична вечер от 23:00 по два епизода. Последният епизод е излъчен на 29 февруари от 00:00 веднага след последната двойка епизоди.
Дублажът е войсоувър, записан в „Саунд Сити Студио“. Ролите се озвучават от Светлана Смолева, Стефани Рачева, Явор Караиванов, Сотир Мелев и Емил Емилов. Режисьор на дублажа е Тодор Георгиев, тонрежисьори са Михаил Бозев и Светослав Димитров, а преводът е на Весела Петрова.